# Lasse Pajanen
Lasse (Pålsson) Pajanen född på 1520-talet, död cirka 1596, var den förste skogsfinske pionjären som grundlade nybygget Pajala sannolikt 1580, varefter bynamnet Pajala fick sitt namn i Norrbotten. Han omnämns där mellan 1587 och 1596. Familjen bestod sannolikt av barn och barnbarn år 1587.  

## Biografi
Lasse Pajanen med familj koloniserades från gården Paajala i byn Hiidenniemi i nuvarande Pyhäjärvi kommun, Norra Österbotten. Han grundlade det här nybygget sannolikt från 1554. Han omnämns på det här hemmanet åren 1558-1576. Dennes broder Nils (Pålsson) Paajanen övertog hemmanet där han omnämns åren 1577-1595. Dennes son Pål (Nilsson) Paajanen (född cirka 1557) omnämns där åren 1596-1631.
Lasse Pajanen omnämns sista gången 1596 och han var då en ålderstigen man. Hans två söner var då i medelåldern. Dessa var Nils (Larsson) Pajanen nämnd 1596-1610 och birkarlen Lasse (Larsson) Pajanen nämnd 1596-1618.  Den sistnämnde sonen blev en framgångsrik handelsman, som bland annat var på kungligt uppdrag i Luleå på hösten 1603.